# U 93 (U-Boot, 1940)
U 93 war ein deutsches U-Boot vom Typ VII C, das im Zweiten Weltkrieg von der deutschen Kriegsmarine eingesetzt wurde.

## Geschichte
Der Auftrag für das Boot wurde am 30. Mai 1938 an die Germaniawerft in Kiel vergeben. Die Kiellegung erfolgte am 9. September 1939, der Stapellauf am 8. Juni 1940, die Indienststellung unter Kapitänleutnant Claus Korth fand schließlich am 30. Juli 1940 statt. Wie die meisten deutschen U-Boote seiner Zeit verfügte auch U 93 über ein bootsspezifisches Zeichen: einen Teufel, der mit einem Kescher einen britischen Dampfer fängt.
Das Boot gehörte nach seiner Indienststellung am 30. Juli 1940 bis zu seiner Versenkung am 15. Januar 1942 als Ausbildungs- und Frontboot zur 7. U-Flottille erst in Kiel und dann in St. Nazaire.
U 93 absolvierte während seiner Dienstzeit sieben Unternehmungen, auf denen acht Schiffe mit 43.392 BRT versenkt wurden.

## Einsatzstatistik

### Erste Unternehmung
Das Boot lief am 5. Oktober 1940 um 10.08 Uhr von Kiel aus und lief am 25. Oktober 1940 um 15.20 Uhr in St. Nazaire ein. U 93 lief am 7. Oktober 1940 in Kristiansand und am gleichen Tag wieder aus, und am 8. Oktober 1940 in Bergen zur Reparatur des Sehrohrs ein und am 9. Oktober 1940 wieder aus. Auf dieser 20 Tage dauernden und 3.600 sm über und 300 sm unter Wasser langen Unternehmung in den Nordatlantik und der Rockall-Bank, wurden drei Schiffe mit 13.214 BRT versenkt.
- 15. Oktober 1940: Versenkung des britischen Dampfers Hurunui (Lage) mit 9.331 BRT. Der Dampfer wurde durch einen Torpedo versenkt. Er fuhr in Ballast und war auf dem Weg von Newcastle und Liverpool über Panama nach Auckland. Das Schiff gehörte zum Konvoi OB-228 mit 47 Schiffen. Es gab zwei Tote und 73 Überlebende.
- 17. Oktober 1940: Versenkung des norwegischen Dampfers Dokka (Lage) mit 1.168 BRT. Der Dampfer wurde durch einen Torpedo versenkt. Er fuhr in Ballast und war auf dem Weg von Barry nach Mount Louis und Gaspé. Das Schiff gehörte zum Konvoi OB-228. Es gab zehn Tote und sieben Überlebende.
- 17. Oktober 1940: Versenkung des britischen Dampfers Uskbridge (Lage) mit 2.715 BRT. Der Dampfer wurde durch zwei Torpedos versenkt. Er hatte 4.000 Tonnen Anthrazit geladen und befand sich auf dem Weg von Swansea nach Montreal. Das Schiff gehörte zum Konvoi OB-228. Es gab zwei Tote und 28 Überlebende.

### Zweite Unternehmung
Das Boot lief am 7. November 1940 um 9.30 Uhr von St. Nazaire aus und lief am 29. November 1940 um 17.17 Uhr in Lorient ein. Auf dieser 23 Tage dauernden und 4.240 sm über und 254 sm unter Wasser langen Unternehmung in den Nordatlantik und westlich des Nordkanals, wurden keine Schiffe versenkt oder beschädigt.

### Dritte Unternehmung
Das Boot lief am 11. Januar 1941 um 13.45 Uhr von Lorient aus und lief am 14. Februar 1941 um 11.30 Uhr wieder dort ein. Auf dieser 34 Tage dauernden und zirka 5.400 sm über und 170 sm unter Wasser langen Unternehmung in den Nordatlantik und westlich von Irland, wurden vier Schiffe mit 23.943 BRT versenkt.
- 29. Januar 1941: Versenkung des britischen Dampfers King Robert mit 5.996 BRT. Der Dampfer wurde durch einen Torpedo versenkt. Er hatte 7.942 t Getreide geladen und befand sich auf dem Weg von Saint John über Sydney nach Cardiff. Das Schiff war ein Nachzügler des Konvois SC-19 mit 27 Schiffen. Es gab keine Verluste, 42 Überlebende.
- 29. Januar 1941: Versenkung des britischen Tankers W.B. Walker mit 10.468 BRT. Der Tanker wurde durch einen G7a-Torpedo versenkt. Er hatte 13.338 Tonnen Benzin geladen und befand sich auf dem Weg von Aruba über Halifax nach Avonmouth. Das Schiff gehörte zum Konvoi SC-19. Es gab vier Tote und 43 Überlebende.
- 29. Januar 1941: Versenkung des griechischen Dampfers Aikaterini (Lage) mit 4.929 BRT. Der Dampfer wurde durch einen G7e-Torpedo versenkt. Er hatte 7.844 Tonnen Getreide geladen und befand sich auf dem Weg von Halifax (Nova Scotia) nach Dublin. Das Schiff gehörte zum Konvoi SC-19. Es gab keine Verluste, 30 Überlebende.
- 3. Februar 1941: Versenkung des britischen Dampfers Dione II (Lage) mit 2.660 BRT. Der Dampfer wurde durch Artillerie versenkt. Er hatte 2.650 Tonnen Eisenerz geladen und befand sich auf dem Weg von Wabana (Neufundland) über Sydney (Nova Scotia) nach Cardiff. Das Schiff war ein Nachzügler des Konvois SC-20 mit 38 Schiffen. Es gab 28 Tote und fünf Überlebende.

### Vierte Unternehmung
Das Boot lief am 3. Mai 1941 um 20.30 Uhr von Lorient aus und lief am 10. Juni 1941 um 8.40 Uhr in St. Nazaire ein. U 93 übernahm am 3. Juni 1941 von deutschen Tanker Belchen Brennstoff, bei dieser Aktion wurde die Belchen von den britischen Leichten Kreuzern HMS Kenya und HMS Aurora versenkt. Das Boot übernahm 49 Mann der Besatzung und kehrte nach St. Nazaire zurück. Auf dieser 38 Tage dauernden und zirka 6.700 sm über und 272 sm unter Wasser langen Unternehmung in den Nordatlantik und südöstlich von Grönland, wurde ein Schiff mit 6.235 BRT versenkt.
- 21. Mai 1941: Versenkung des britischen Tankers Elusa (Lage) mit 6.235 BRT. Der Tanker wurde durch einen Torpedo versenkt. Er hatte 8.000 Tonnen Dieselöl geladen und befand sich auf dem Weg nach Manchester. Das Schiff gehörte zum Geleitzug HX 126. Es gab drei Tote und 49 Überlebende.

### Fünfte Unternehmung
Das Boot lief am 12. Juli 1941 um 18.35 Uhr von St. Nazaire aus und lief am 21. August 1941 um 12.30 Uhr wieder dort ein. Auf dieser 40 Tage dauernden und zirka 6.400 sm über und 117 sm unter Wasser langen Unternehmung in den Mittelatlantik, westlich von Marokko, Gibraltar und den Azoren, wurden keine Schiffe versenkt oder beschädigt.

### Sechste Unternehmung
Das Boot lief am 18. Oktober 1941 um 16.09 Uhr von St. Nazaire aus und lief am 21. November 1941 um 11.15 Uhr wieder dort ein. Auf dieser 34 Tage dauernden und zirka 4.130 sm über und 139 sm unter Wasser langen Unternehmung in den Nordatlantik, westlich von Irland, Neufundland und Kap Race, wurden keine Schiffe versenkt oder beschädigt. U 93 gehörte den Gruppen mit den Tarnnamen „Schlagetot“ und „Raubritter“.

### Siebte Unternehmung
Das Boot lief am 23. Dezember 1941 um 19.35 Uhr von St. Nazaire aus und wurde am 15. Januar 1942 versenkt. Auf dieser 23 Tage dauernden Unternehmung in den Mittelatlantik, westlich von Gibraltar und nördlich Madeira, wurden keine Schiffe versenkt oder beschädigt. U 93 gehörte zur Gruppe mit dem Tarnnamen „Seydlitz“.

## Verbleib
Das Boot wurde am 15. Januar 1942 im Atlantik nordöstlich der Insel Madeira durch Artillerie, Rammung und Wasserbomben des britischen Zerstörers HMS Hesperus auf Position 36° 10′ N, 15° 52′ W im Marine-Planquadrat CF 9654 versenkt. Der Zerstörer gehörte zur Sicherung des Geleitzugs SL-97G. Seine Besatzung hatte U 93 durch Radar- und ASDIC-Echos bemerkt. Es gab sechs Tote und 38 Überlebende, welche ins Camp 30 in kanadische Kriegsgefangenschaft kamen. Mit dem letztendlich fehlgeschlagenem Unternehmen Kiebitz sollte u. a. der Kommandant Horst Elfe befreit werden.